# Веррил, Алфеус Хайат
Алфеус Хайат Веррил (англ. Alpheus Hyatt Verrill, 23 июля 1871 — 14 ноября 1954) — американский натуралист, путешественник, художник и писатель
, известный исследованиями Центральной и Южной Америки.

## Биография
Алфеус Хайат Веррил родился 23 июля 1871 года в Нью-Хейвене, штат Коннектикут, в семье известного зоолога профессора Йельского университета Эддисона Эмери Веррила. Учился в Йельском училище изящных искусств, прослушал у своего отца спецкурс по зоологии.
Иллюстрировал раздел естественной истории «Вебстеровского всемирного словаря» (1896), «Кларендонский словарь», опубликовал множество статей научного характера. В 1902 году изобрёл автохромный фотопроцесс (способ получения цветного фотографического изображения). В 1889—1920 годах участвовал в естественнонаучных экспедициях на Бермудские острова, в Вест-Индию, Гайану, Центральную Америку и Панаму; в 1907 году заново открыл считавшегося вымершим реликтового гаитянского щелезуба (Solenodon parodoxus) в Санто-Доминго. В 1916—1928 годах был инициатором и участником этнологических экспедиций в Панаму, Перу, Боливию, Чили и Суринам; в 1924—1927 годах работал в археологических экспедициях в Центральной Америке, где обнаружил следы неизвестной до тех пор первобытной культуры и сделал с натуры множество живописных картин о жизни южноамериканских и центральноамериканских индейцев. В 1928—1932 годах занимался археологическими раскопками в Перу и Боливии, впоследствии организовал также экспедиции в Вест-Индию (1948) и Мексику (1953).
Алфеус Хайат Веррил написал более 100 книг, среди которых документалистика и научно-популярные работы, отчёты о путешествиях, книги для подростков, охватывавшие множество тем, в том числе историю пиратства.
В 1910-х годах А. Хайат Веррил начал писать и публиковать приключенческие фантастические произведения. В 1916 году вышел его роман о поисках забытой цивилизации «Золотой город» («The Golden City»), в 1922—1924 годах были изданы несколько приключенческих (с элементами фантастики) романов для детей, объединённые в циклы «Радиодетективы» и «Мальчишеские приключения».
Вскоре после начала выпуска Хьюго Гернсбеком журнала фантастики «Amazing Stories» А. Хайат Веррил становится его постоянным автором — с 1926 по 1935 год здесь были опубликованы, помимо повестей и рассказов, несколько его фантастических романов — в том числе «По ту сторону полюса» («Beyond the Pole», 1926), «Сквозь Зелёную Призму» («Beyond the Green Prism», 1930), «Сокровище Золотого Бога» («The Treasure of the Golden God», 1933), «Через Анды» («Through the Andes», 1934), «Внутренний мир» («The Inner World», 1935) и другие.
Повести «Мост Света» («The Bridge of Light», 1929) и «Когда разогналась Луна» («When the Moon Ran Wild», 1931) после смерти автора были переизданы в 1962 году под псевдонимом «Рэй Эйнсбери».
Алфеус Хайат Веррил скончался 14 ноября 1954 года в Чифленде, штат Флорида.